# Conotrochus funicolumna
Conotrochus funicolumna is een rifkoralensoort uit de familie van de Caryophylliidae. De wetenschappelijke naam van de soort was oorspronkelijk Ceratotrochus (Conotrochus) funicolumna en werd voor het eerst geldig gepubliceerd in 1902 door Alfred William Alcock. De soort werd ontdekt tijdens de Siboga-expeditie in de Indonesische archipel (ongeveer 6°N 120°E, tussen 450 en 520 m diepte).